# Helixanthera intermedia
Helixanthera intermedia är en tvåhjärtbladig växtart som beskrevs av Danser. Helixanthera intermedia ingår i släktet Helixanthera och familjen Loranthaceae. Inga underarter finns listade i Catalogue of Life.